# Gyapay Gábor
Gyapay Gábor (Isaszeg, 1924. december 9. – Budapest, 2009. március 2.) történész, a magyar történelemtanítás meghatározó egyénisége.
Több mint fél évszázados tanári pályája során Budapest legjobb gimnáziumaiban tanított. A rendszerváltás után ő szervezte újjá a Fasori Evangélikus Gimnáziumot, az intézmény igazgatója is volt.
Tanári tapasztalatainak legjavát a hat- és nyolcosztályos középiskolák számára írott hatkötetes tankönyvsorozata jelenti.
A matematika és a történelem egyaránt érdekelte, végül az utóbbi mellett döntött. Professzorai voltak többek között Kosáry Domokos, Mályusz Elemér, Szekfű Gyula és  Hajnal István.

## Családi háttér
A történelem iránti érdeklődés adott volt a famíliában. Apai nagyanyja, Dezseri-Boleman Ilona 1869 és 1915 között mindent aprólékosan lejegyzett a naplójába, ami vele és a családjával történt a felvidéki, Bars vármegyei nagybirtokon, Zsitvaújfaluban. Apja, dr. Gyapay József jogot végzett. Egy ideig ügyvédként dolgozott, majd a gazdálkodást választotta. A trianoni döntés után pedig hivatalnokként helyezkedett el. A család több tagja a pedagógusi pálya mellett döntött.
Anyja, Beier Franciska angol–német szakos tanár volt, csakúgy, mint a nővére. Felesége, Kovách Márta a magyar és az angol szakot választotta. Gyermekei Márta (1950), Gábor (1951) és László (1956).

## Iskolák
- 1931-1934 Evangélikus Elemi Iskola
- 1934-1943 Budapesti Evangélikus Gimnázium
- 1943-1948 Pázmány Péter Tudományegyetem, középiskolai tanár történelem-latin szak, pedagógia szak, Eötvös Kollégium, bölcsész doktorátus (újkori magyar és egyetemes történelem)

## Főbb munkahelyek, beosztások
- 1946-1949 a Válasz című folyóirat munkatársa
- 1947-1952 Budapesti Evangélikus Gimnázium, megválasztott rendes tanár
- 1952-1954 Magyar Országos Levéltár, segéd-levéltáros
- 1954-1955 Jedlik Ányos Egyetemi Gyakorlógimnázium, vezető tanár
- 1955-1959 Apáczai Csere János Gyakorlógimnázium, vezető tanár
- 1959-1970 Martos Flóra Gimnázium, vezető tanár
- 1970-1989 Fazekas Mihály Fővárosi Gyakorló Általános Iskola és Gimnázium, vezető tanár
- 1989-1994 Budapesti Evangélikus Gimnázium, igazgató

## Szakmai háttér, szakmai tevékenység
- Iskolai tanári munka
- Hazai és külföldi (angol, német) folyóiratokba történelmi, pedagógiai, múzeumpedagógiai, levéltári cikkek írása
- Könyvkiadók számára lektori tevékenység,
- Történelmi munkaközösségek tagja
- Lexikon-szerkesztések munkatársa
- Jegyzékek, levéltári alapleltárak készítése,
- Ifjúsági szakkörök és régészeti táborok szervezése és vezetése
- Nemzetközi történelemtankönyveket egyeztető bizottságokban részvétel

## Jelentősebb publikációk
- Gyapay Gábor – Ritoók Zsigmond: Történelem a 4 osztályos gimnázium I. osztálya részére. 1965
- Gyapay Gábor – Ritoók Zsigmond: Tanári kézikönyv a történelem tanításához a középiskolák 1-2. osztályában. Budapest, 1971.
- Gyapay Gábor: Történelemtanítás és múzeum. Budapest, 1972.
- Gyapay Gábor: Régészet és történelemtanítás. Budapest 1976.
- Gyapay Gábor – Megyer Szabolcs – Ritoók Zsigmond: Ki mondta? Miért mondta? Budapest 1977.
- Gyapay Gábor: Forrásszemelvények az Ifjú Történelembarátok Körei részére. Budapest, 1981.
- Gyapay Gábor: A Budapesti Evangélikus Gimnázium története. 1989.
- Gyapay Gábor – Bertényi Iván: Magyarország rövid története. 1992.
- Gyapay Gábor: Történelem a 8 osztályos gimnáziumok részére I-VI. 1996-2001. online elérhető http://ada-winter.com/gyapaymuvek.html
- Gyapay Gábor: Az angol nyelv tanítása a Budapesti Evangélikus Gimnáziumban. In: Míves semmiségek. Tanulmányok Ruttkay Kálmán 80. születésnapjára. Szerk.: Ittzés Gábor – Kiséry András. Budapest, 2002. 493-509.

## Díjak
- 1987 Kiváló Pedagógus-díj
- 1993 Szacsvay Imre-díj
- 1994 Trefort Ágoston-díj
- 1995 Budapestért díj
- 1994 A Magyar Köztársasági Érdemrend kiskeresztje
- 2000 Eötvös József-díj
- 2004 Magyar Örökség díj